# The Christmas Rose
The Christmas Rose is een opera van Frank Bridge. Het is zijn enige werk in het genre.

## Achtergrond
Bridge had kennelijk moeite met het genre, want hij deed er meer dan 10 jaar over en de eerste uitvoering vond vervolgens een jaar later plaats. Bridge bevond zich in een periode waarin hij van stijl wisselde. De eerste uitvoering vond niet plaats in een operagebouw maar in de Royal College of Music, een opleidingsinstituut en Bridge dirigeerde zelf. Bridge legde het werk voor aan zijn toenmalige leerling Benjamin Britten, maar die kon zich net zoals de critici bij de eerste voorstelling verbazen over het matige libretto en dito muziek. Het werk verdween snel uit beeld, terwijl Bridge het werk nog aan de BBC probeerde te slijten. Het kwam pas weer in 1965 op de planken. Bridge had het zichzelf ook niet makkelijk gemaakt met solopartijen voor twee kinderen. Toch vinden er her en der uitvoeringen plaats, zie bijvoorbeeld de discografie. In 2010 werd het nog uitgevoerd in Minneapolis.

## Beschrijving
Het betreft een opera voor kinderen op basis van een libretto van Margaret Kemp-Welch en Constance Cotterell, die het eerder als toneelstuk schreven maar verder onbekend zijn gebleven. De opera is een eenakter met drie scènes:
- Een nacht op de heuvels rond Bethlehem
- De weg naar Bethlehem
- Nabij de herberg

## Synopsis
Het is een vertelsel rond het kerstverhaal. Drie herders krijgen een visioen en gaan in Bethlehem op zoek naar het kind. Miriam, de dochter van een van de herders, gaat op zoek naar Ruben. In plaats van samen te zoeken, scheiden hun wegen. Het gehele stel verdwaalt, maar een ster wijst hun de weg. De kinderen arriveren bij de stal, maar durven niet zonder gift de stal in te gaan. Als wonder verschijnt de roos en de kinderen kunnen alsnog naar binnen.

## Orkestratie/rolverdeling
- sopraan (Miriam), mezzosopraan (Reuben), tenor, bariton, en bas (drie herders)
- gemengd koor
- 2 dwarsfluiten waarvan 1 piccolo, 2 hobo's, 2 klarinetten, 2 fagotten
- 2 hoorns, 2 trompetten, 1 trombones
- pauken, percussie bestaande uit buisklokken, harpen,
- violen, altviolen, celli, contrabassen

## Discografie
- Uitgave uit 1983 op Pearl: Chelsea Opera Group Chorus and Orchestra met solisten o.l.v. Howard Williams.